# Arroz de marisco

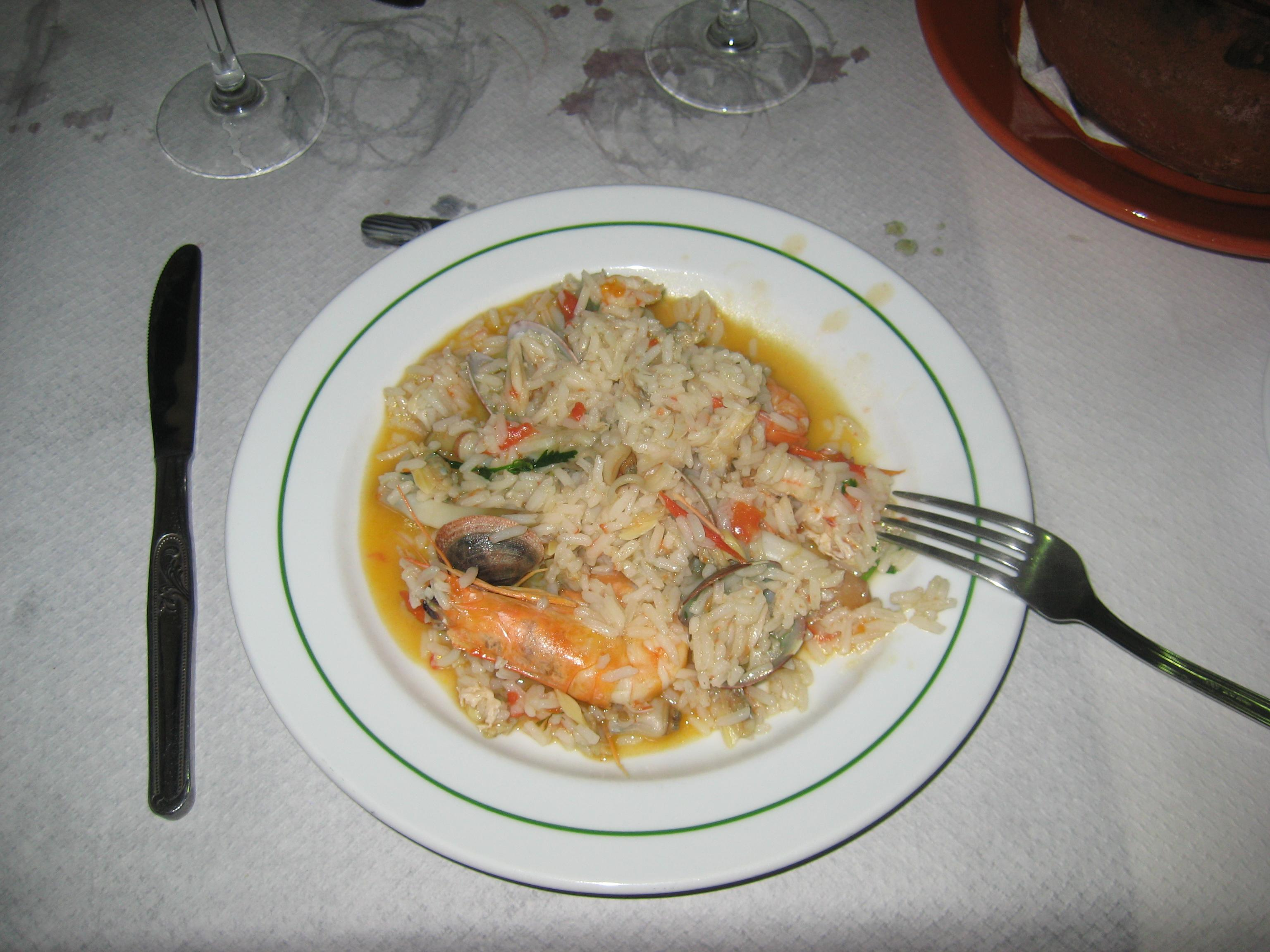
Arroz de marisco, em Tavira, Portugal

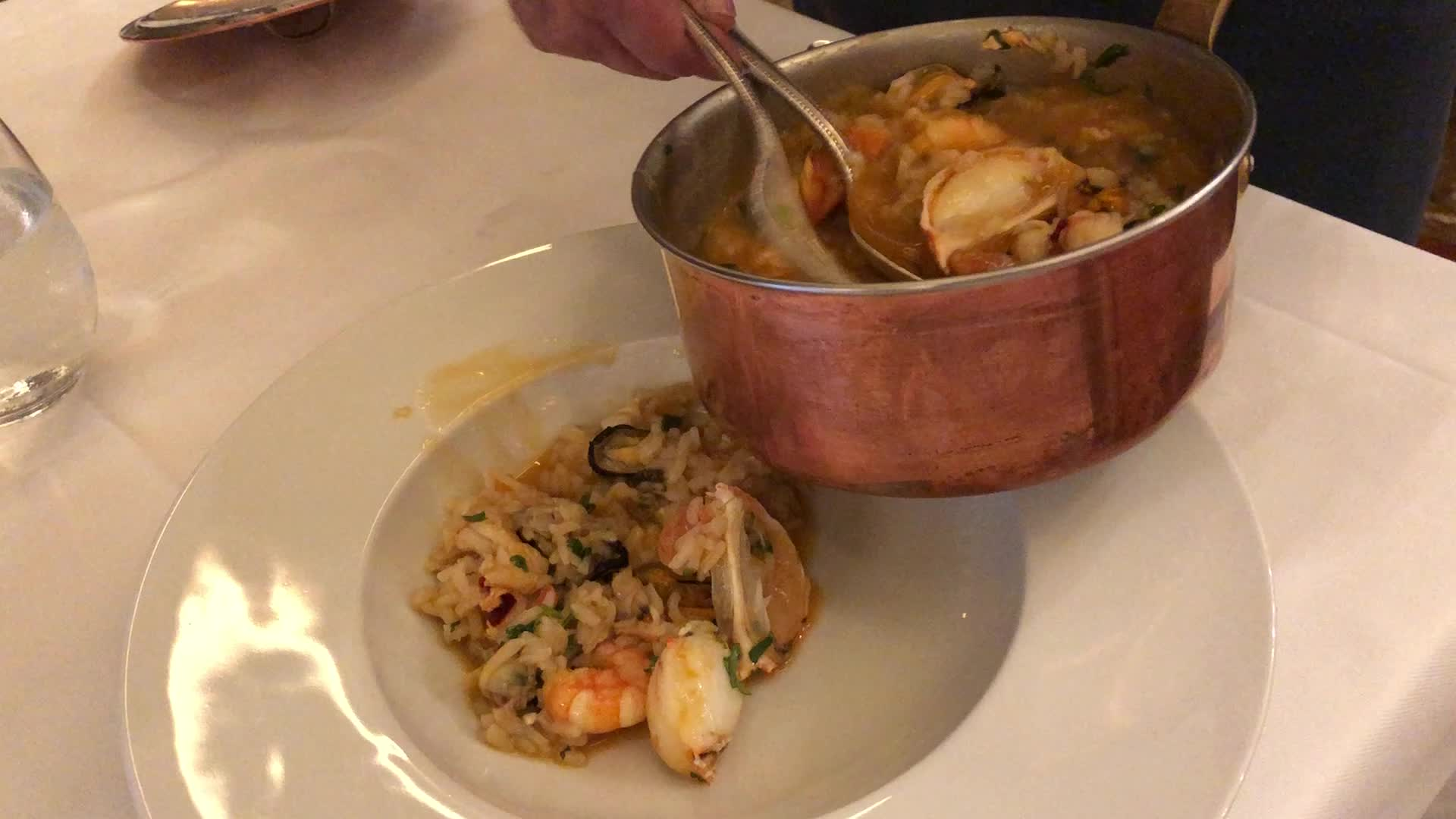
Arroz de marisco a ser servido, em Lisboa, Portugal

Arroz de marisco é um prato tradicional da gastronomia de Portugal, tendo a sua origem na Vieira de Leiria, na região da Marinha Grande. 
Já no séc. XXI, foi nomeado uma das 7 Maravilhas da Gastronomia de Portugal.
Como o nome indica, este prato é confeccionado com diversos tipos de mariscos. Entre estes, contam-se os camarões, as amêijoas, a sapateira, a lagosta, o mexilhão e o berbigão. As combinações de mariscos utilizadas variam de  região para região, consoante as receitas, a disponibilidade e o preço de cada um dos mariscos.
Existem diversas variedades de arroz de marisco, dependendo da região ou do marisco disponivel, sendo claro a variedade mais famosa o arroz de marisco de praia de Vieira de Leiria, servido sempre num tacho de barro.

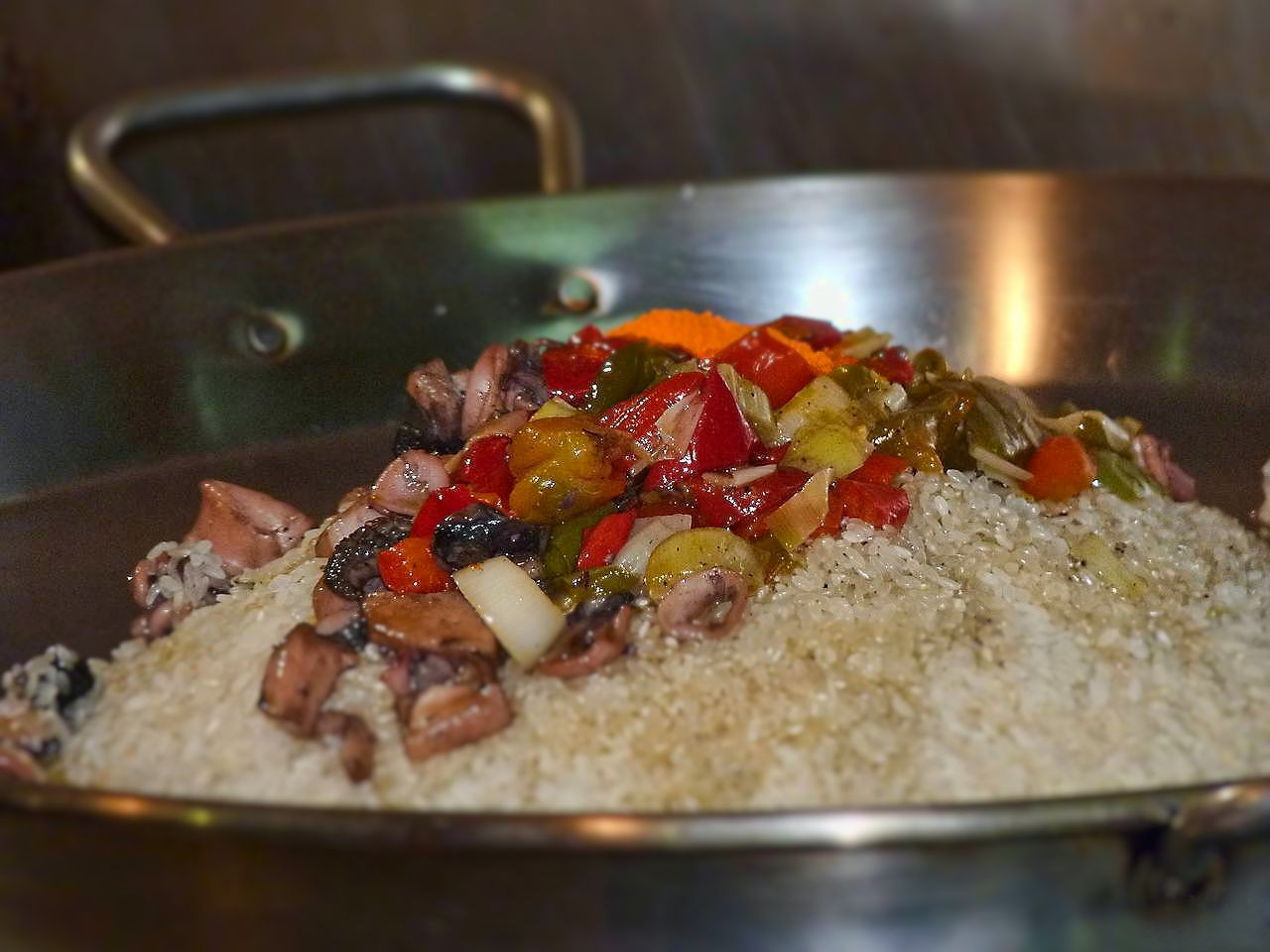
Arroz de marisco em preparação, n’O Grove, Galiza

## Preparação
1. Os mariscos são cozidos em primeiro lugar, aproveitando-se o caldo resultante da cozedura destes para cozer, em seguida, o arroz. A este caldo, é possível acrescentar cabeças de camarões, no caso de estes serem descascados (podem ser apresentados inteiros ou descascados) ou restos de peixe parar criar o caldo.
2. Antes de proceder à cozedura do arroz, é comum fazer-se um refogado, que pode ser constituído por alho, tomate, cebola e azeite. Em seguida, é adicionado o caldo, onde ser leva a cozer o arroz. Nesta fase, também pode ser adicionado vinho branco.
3. No fim, quando o arroz estiver quase cozido, são adicionados os mariscos previamente cozidos e coentros picados.[2]

O arroz de marisco com tamboril é uma das variações desta receita, que inclui pedaços deste peixe, para além dos mariscos.